# Ольховый Рог (Полтавская область)
Ольховый Рог (укр. Вільховий Ріг) — село,
Новоселовский сельский совет,
Полтавский район,
Полтавская область,
Украина.
Код КОАТУУ — 5324084004. Население по переписи 2001 года составляло 57 человек.

## Географическое положение
Село Ольховый Рог находится в 1-м км от правого берега реки Коломак,
примыкает к селу Вербовое.
Рядом проходит железная дорога, станция Парасковеевка.